# Кери Рид
Кери Рид (енгл. Kerry Reid; 7. август 1947) бивша је аустралијска тенисерка.

## Каријера
Од 1966. до 1979. је (са изузетком 1975. године) сваке године освојила барем један турнир. Први пут је наступила за аустралијски Фед куп тим 1967. Већ наредне године је била чланица тима који је освојио Фед куп победивши Холандију 3:0.
Године 1971. се прикључила иницијативи Гледис Хелдман захваљујући којој ће настати савремено и модернизовано ВТА такмичење. 
Упознала је седамдесетих година Гровера Рида, за кога се удала 1975. године и са њим има две ћерке. Живи у Јужној Каролини.

## Гренд слем финала

### Појединачно (3)
| Исход  | Година        | Турнир                        | Подлога | Противница      | Резултат |
| ------ | ------------- | ----------------------------- | ------- | --------------- | -------- |
| Пораз  | 1970          | Отворено првенство Аустралије | трава   | Маргарет Корт   | 3–6, 1–6 |
| Пораз  | 1972          | Отворено првенство САД        | трава   | Били Џин Кинг   | 3–6, 5–7 |
| Победа | 1977 (јануар) | Отворено првенство Аустралије | трава   | Дијана Фромхолц | 7–5, 6–2 |